# A Torre de Babel (Bruegel)
A Torre de Babel é o tema de três pinturas a óleo de Pieter Bruegel. A primeira, uma miniatura pintada em marfim, foi pintada quando Bruegel estava em Roma e agora está perdida. As duas obras que sobreviveram ilustram a construção da Torre de Babel, que de acordo com o livro de Gênesis na Bíblia, era uma torre construída por uma humanidade monolinguística como um símbolo de suas realizações e para preveni-los de se dispersarem: “Vinde! Construamos uma cidade e uma torre cujo ápice penetre nos céus! Dessa forma, nosso nome será honrado por todos e jamais seremos dispersos pela face da terra!” (Gênesis 11:4). A pessoa no primeiro plano é provavelmente Ninrode, que se diz foi quem ordenou a construção da Torre.

## História e descrição
A representação da arquitetura da torre feita por Bruegel, com seus vários arcos e outros exemplos de engenharia romana, é intencionalmente retrospectiva do Coliseu de Roma, lugar que cristãos consideram símbolo de arrogância e perseguição. Bruegel visitou Roma entre 1552 e 1553. De volta a Antuérpia, ele pode ter refrescado sua memória de Roma com uma série de gravuras dos principais pontos da cidade feitas pelo editor de suas próprias impressões, Hieronymus Cock, porque ele incorporou detalhes das gravuras romanas de Cock em ambas as versões sobreviventes da Torre de Babel, com poucas diferenças significantes. O paralelo entre Roma e Babilônia teve grande significância para contemporâneos de Bruegel: Roma era a Cidade Eterna, pretendida pelos césares para durar para sempre, e suas ruínas foram tidas como símbolos de vaidade e superação de esforços terrenos. A torre também era símbolo do tumulto entre a Igreja Católica (que na época usava apenas o latim, e não línguas vernáculas) e a religião protestante presente nos Países Baixos. Apesar de em um primeiro olhar a torre parecer uma série de pilares concêntricos, ao se examinar cuidadosamente, se vê que nenhuma das camadas está perfeitamente horizontal; na verdade a Torre foi construída como um espiral ascendente.
Os trabalhadores na pintura construíram os arcos perpendicularmente ao solo inclinado, portanto fazendo-os instáveis e alguns arcos podem ser vistos caindo aos pedaços. A fundação e as camadas de baixo da torre não tinham sido terminadas quando as camadas acima foram construídas. Lucas van Valckenborch, contemporâneo de Bruegel, também pintou a Torre de Babel nos anos 1560 e depois em sua carreira, provavelmente após ver a representação de Bruegel. Ambos foram parte de uma tradição de pintar a torre durante os séculos 16 e 17. A influência de artistas nortenhos pode ser vista na grande atenção de Bruegel na paisagem da pintura.
A história da Torre de Babel (como a do Suicídio de Saul) foi interpretada como um exemplo de punição por orgulho, e sem dúvida foi o que Bruegel queria ilustrar. Ainda, a atividade agitada dos engenheiros, pedreiros e trabalhadores demonstra uma segunda moral: a futilidade de muitos esforços humanos. A construção condenada de Ninrode foi usada para ilustrar esse significado em Barco da Carreira de Tolos, de Sebastian Brant. O conhecimento de construção por parte de Bruegel é considerável e correto em detalhes. A habilidade que ele demonstrou nessas atividades relembra que seu último trabalho, nunca terminado após sua morte, era para uma série de pinturas documentando a escavação de um canal ligando Bruxelas e Antuérpia.
A Torre de Babel está em exposição no Museu de História da Arte, em Viena. A outra pintura do mesmo tema, a "'Pequena' Torre de Babel", de 1563, está no Museu Boijmans Van Beuningen em Roterdão.